# Banksia aemula
Banksia aemula is een soort struik of kleine boom uit het plantengeslacht Banksia. De soort komt voor aan de Australische oostkust van 70 kilometer ten noorden van Bundaberg tot Sydney .
... · 
B. aemula · 
B. attenuata · 
B. baxteri · 
B. brownii · 
B. canei · 
B. ericifolia · 
B. integrifolia · 
B. marginata · 
B. prionotes · 
B. serrata · 
B. sphaerocarpa · 
B. verticillata · 
...